# 2015年柳城县连环邮包爆炸案
24°25′00″N 109°13′00″E / 24.416667°N 109.216667°E
2015年柳城县连环邮包爆炸案指2015年9月30日至10月1日在中华人民共和国廣西壯族自治區柳城县连续发生的多起邮包炸弹爆炸事件，爆炸地点包括商贸城、监狱、镇政府、超市、车站、医院、畜牧局宿舍、菜市场、疾控中心、居民楼等地。截至当晚，事故造成10人死亡、51人受伤。警方排除了恐怖袭击的可能性。经调查确认，犯罪嫌疑人韦银勇在案发现场被炸，当场死亡。

## 背景
柳城縣是柳州市下轄縣，位於廣西中部偏北。爆炸發生地位於縣政府所在地大埔鎮，距離柳州市中心40多公里，人口四萬多。案發期間柳州市正在舉行國際水上狂歡節，各項活動多達100場次，吸引100萬觀眾到場觀看。據財新網報導，當地兩家被郵包炸彈襲擊的超市有負責人表示，爆炸物存放在顧客存包櫃裏。

## 事故
第一起爆炸发生在9月30日下午2时许。当时从事货运工作的44岁男子邝某在利用自家微型面包车摆摊，碰到一位开着面包车的本地男子前来租车，男子向邝表示有包裹需运送到柳州，问邝是否愿意前往，邝表示可以一去，需要付180元。男子递给邝某180元和一件写明收件人姓名“韦东喜”并附有地方电话号码的纸质包裹。男子吩咐邝把包裹松在双冲桥头后联系韦东喜过来取货。到了下午3时许，邝某驾车前往双冲桥东边桥头，靠边停放车辆后，拨打韦东喜的电话。韦东喜表示自己在柳北，让邝打开包裹确认货物后再过来领取。之后邝某一边打电话，一边伸手去拿放在副驾驶座上的包裹。包裹在被他打开时突然发生爆炸，爆炸冲击波炸飞了邝某右手的两节手指，脸部也被炸伤，车辆挡风玻璃被击穿，手机损坏。旁边群众见状报警，邝某最终被送往柳钢医院接受治疗，并无生命危险。
爆炸发生后，柳城购物中心张琪接到县政府下发的通知，通知要求超市留意可疑人员，检查是否存在可疑包裹。在之后的检查中，张琪惊讶发现存包柜了放着一个被黑色塑料袋裹得严严实实的四方纸盒子。觉得有问题的他赶紧将包裹从存包柜里取出，放在超市收银台询问顾客是否有寄存包裹，但没有得到肯定回答。他后来发现包裹内传出闹钟走动的声音，遂疏散人员，让员工往后退，在超市门口安排员工阻挡顾客进入。十分钟过后，包裹爆炸。爆炸导致购物中心被严重损坏，货架被炸翻，所幸无人伤亡。
县城内传出的第一声巨响出自位于县城主干道河东大道北侧的汽车客运站，该地的爆炸于下午3点到4点间发生，造成售票大厅和大门损毁，并有3人受伤。紧接着大道南侧的商贸城和农贸市场先后发生爆炸。县中医院的爆炸过后，医院后面的小区居民楼也发生爆炸，附近的一所超市也有爆炸声，有市民表示当时断断续续听到约11次爆炸声。

## 调查
最初有消息称警方已锁定犯罪嫌疑人，案件系嫌疑人因医疗纠纷报复社会而制造，但后来该消息被证实是谣言。最终警方于案發當晚鎖定犯罪嫌疑人、柳城縣大埔鎮人韋某某。最终的协查通报于10月1日凌晨5时许由柳州警方发布。通报公布犯罪嫌疑人身份：韦银勇，1982年6月3日，广西柳城县大埔镇人，2014年12月1日出境前往泰国，12月7日入境，系柳城县一采石场的员工。
根据各个爆炸点所反馈的情况，18起爆炸事件可能存在两种引爆方式，一是嫌疑人雇佣街头人员协助其运送“包裹”，待爆炸物送抵后要求街头人员拆包，从而引发爆炸，二是嫌疑人将爆炸物事先放在爆炸地点后进行遥控引爆。
在新闻发布会上，柳城县公安局政委蔡天来表示经群众报警，目前发现的60多个可疑包裹已设置隔离区域并派专人看守，等待专业防爆器材和专业排爆人员的到来，逐一进行排除。
警方经DNA鉴定，确认犯罪嫌疑人韦银勇在案发现场被炸，当场死亡。警方初步查明，犯罪嫌疑人韦银勇因采石生产与附近村民、相关单位产生矛盾而制造这起案件。嫌疑人自制定时爆炸装置，通过自己投放和谎称寄送包裹雇人运送的方式，先后在多处制造爆炸。

## 反应
事故發生後，收寄往柳州和柳城郵包的服務被暫停，所有郵包將被嚴格檢查，而且寄件人會被要求實名驗證。此外，多個城市加強戒備。廣州警方則升級廣州火車站廣場安檢工作，成立60人的安檢隊，設立安檢門、X光機等安檢設備，擴大檢查過往人員和管控物品。而在外圍區域，安檢人員會徒手或手持探測儀對過往人員及物品進行安檢。
中共中央政治局常委、国务院总理李克强、中共广西壮族自治区党委书记彭清华和广西壮族自治区人民政府主席陈武作出批示，要求全力救治伤者做好善后，切实维护社会和谐稳定。陈武于案发次日赶赴爆炸案现场了解案情，慰问受伤群众及一线公安干警、武警官兵和医护人员，部署下一步的工作。市委书记郑俊康、市长肖文荪带领有关部门到现场开展有关工作。
案发后微博上有关爆炸案的帖子明显减少，其中新浪微博管理员发布微博表示“由于广西柳城县爆炸案嫌疑人尚未抓获，为避免妨碍公安机关侦破案件，请网友和媒体暂时不要发布罪行的涉嫌信息，等待公安机关的进一步消息通知”。